# Big Mood
Big Mood är en brittisk mörk komediserie skapad av Camilla Whitehill och regisserad av Rebecca Asher. Den första säsongen består av sex avsnitt och hade premiär den 28 mars 2024 på Channel 4. Serien hade premiär på SVT Play den 22 januari 2025.

## Handling
Serien kretsar kring de sedan 10 år tillbaka vännerna Maggie och Eddie.

## Rollista (i urval)
- Nicola Coughlan – Maggie
- Lydia West – Eddie
- Ukweli Roach – Jay
- Joanna Page – sig själv
- Niamh Cusack
- Eamon Farren – Klent
- Kate Fleetwood
- Sally Phillips – Dr Burrows